# Ашшур-дан III
Ашшур-дан III — правитель Ашшура у першій половині VIII століття до н. е.

## Правління
Зайняв престол після смерті свого брата Салманасара IV.
Царювання Ашшур-дана III було складним періодом в історії Ассирії. За його правління держава втратила свої володіння на південному заході.
770 року до н. е., імовірно, здійснив похід до Фінікії, а наступного року — проти країни Іту'а, з якою боровся ще його батько Адад-нірарі III. Ще за рік він здійснив похід проти мідян.
765 року до н. е. в Ассирії спалахнула епідемія чуми. 763 в Ашшурі почалось повстання нижніх верств населення, що тривало упродовж двох років. Лише 758 року до н. е., придушивши заколот у Гузані, Ашшур-дан III зумів відновити відносний мир у країні.